# Euploea bangkaiensis
Euploea bangkaiensis är en fjärilsart som beskrevs av Hans Fruhstorfer 1899. Euploea bangkaiensis ingår i släktet Euploea och familjen praktfjärilar. Inga underarter finns listade i Catalogue of Life.